# Романюк Павло Васильович
Павло Васильович Романюк (псевда — Пабло Непікассо, Паул, Василь Утіха; нар. 2 вересня 1953, с. Рона де Сус, повіт Марамуреш, Румунія) — український поет, прозаїк, журналіст («Вільне слово», «Наш голос»), редактор-кореспондент часопису «Світо-Вид», культурний діяч, музикант, фольклорист-дослідник. Член Спілки письменників Румунії (1990), член Національної спілки письменників України (1994).

## Життєпис
Народився 2 вересня 1953 року в селі Рона де Сус повіту Марамуреш у Румунії в селянській родині. 1968 року закінчив восьмирічну школу у рідному селі, 1972 року — український відділ ліцею імені Драгоша Воде у місті Сигіт. Далі, упродовж 1972—1974 років, була строкова військова служба у лавах румунського війська. Після демобілізації у 1974 році, учителював в селі Репедя, а також викладав українську мову у рідному селі. Упродовж 1975—1979 років навчався на філологічному факультеті Бухарестського університету (секція українська-російська мови), по закінченню якого отримав посаду професора української мови в селі Русь-Поляна, де викладав до 1981 року, завідуючи кафедрою української мови. 
Від 1981 року й донині працює у Вишній Рівні: спочатку на посаді виховного директора й викладача української мови та музики (має музичну освіту по класу акордеон-гітара) та директора Будинку культури й бібліотекаря, наразі має перший ступінь професора. 2000 року закінчив аспірантуру Чернівецького національного університету імені Юрія Федьковича за спеціальністю українська література. 

## Творчість
1972 року в українській бухарестській газеті «Новий Вік» був вперше опублікований його вірш. Ще під час навчання у Бухарестському університеті, 1976 року в бухарестському видавництві для національних меншин «Критеріон» видано першу збірку поезій Павла Романюка — «Замок перелітних птахів». Згодом у цьому видавництві побачили світ ще кілька книг митця: «Непорочність мовчання» (1978, поезії), «Неповернення» (1981, роман, премійований Товариством імені Івана Франка в Чикаго 1982), «Спектри» (1986, поезії),  «Неспокій плинності» (1994, поезії), «Сорочка Несуса» (1997, роман-есе), «Дзвони полудня» (1999, вибране, поезії). Також у творчому здобутку письменника — «Елегії Заратустри» (2004, поезії), «Монолог в Пантеоні, або Райдуга над Стіксом» (2009, поезії), «Червоні коні серця» (2013, поезії). Протягом усього часу друкувався у різних виданнях української діаспори, зокрема, у літературно-мистецькому альманасі українців Європи «Зерна»; літературних журналах «Обрії», «Archeus» (Румунія); літературно-мистецькому часописі «Світо-Вид», «Наш голос», «Літературний журнал» та багатьох інших.

### Поетичні збірки
- Замок перелітних птахів. — Бухарест: Критеріон, 1976. — 63 с.
- Непорочність мовчання. — Бухарест: Критеріон, 1978. — 113 с.
- Спектри: поезії. — Бухарест: Критеріон, 1984. — 78 с.
- Вірші // Обрії. — Бухарест: Критеріон, 1985. — С. 54-56.
- Вірші // Поза традиції. Антологія української модерної поезії в діаспорі. — Київ, Торонто, Едмонтон, Оттава, 1993. — С. 403-412.
- Неспокій плинності: поезії. — Бухарест: Критеріон, 1993. — 75 с. — ISBN 973-26-0317-8.
- Дзвони полудня: вибрані поезії. — Бухарест: Критеріон, 1999. — 171 с. — ISBN 973-26-0570-7.
- Елегії Заратустри: поезії. — Бухарест: Мустанг, 2004. — 135 с. — ISBN 973-8315-53-0.
- Elegiile lui Zarathustra: поезії. — Бухарест: ЕКІМ, 2007. — 138 с. (рум.)
- Райдуга над Стіксом, або монолог у Пантеоні: поезії. — Бухарест: RCR Editorial, 2009. — 144 с. — ISBN 978-973-1939-24-7.
- Червоні коні серця: поезії. — Бухарест: RCR Editorial, 2013. — 192 с. — ISBN 978-606-8300-24-5.

### Романи
- Неповернення'. — Бухарест: Критеріон, 1981. — 165 с.
- Сорочка Несуса: роман-есе. — Сигет: ASKA, 2012. — 113 с.
- Camaşa lui Nesus: poemele amurgului. — Сигет: ASKA, 2012. — 177 с. (рум.)
- Camaşa lui Nesus: poemele amurgului. — Клуж — Напока: GRINTA, 2018. — 208 c. (рум.)

### Переклади
Павло Романюк переклав із румунської мови на українську поезії Нікіти Стенеску, Екіма Ванчі, з української на румунську — поезії Василя Махна. Його власні вірші перекладалися румунською, польською, англійською, німецькою, угорською мовами, зокрема:
- Усмішка кочовика: вибрані поезії румунського поета Екім Ванчя. — Клуж-Напока: LIMEX, 2007. — 88 с.
- Fiecare obiect işi are locul sau (Кожна річ має своє місце) (Переклад вибраних поезій Василя Махна. — Крайова: Scrisul Românesc, 2009. — 106 с.
- 11 Елегій та інші поеми (11 Elegii si alte poeme). — вибрані поезії румунського поета Нікіта Стенеску). — Сігет: ЕКІМ. — Перший випуск, 2008. — Другий випуск, 2013. — С. 188.

### Народна творчість
- Діалектний глосарій села Вишня Рівна' / Колективна праця, під проводом професора Івана Ребошапка. — Бухарестський університет, 1977. — 80 с.
- Золотий Рунянський вінок. Історія, етнографія, фольклор села Вишня Рівна.. — Сігет: ЕКІМ, 2014. — 258 с.

## Нагороди й відзнаки
- Відзнака за роман «Неповернення» (Товариство імені Івана Франка, Чикаго, 1982).
- Міжнародна літературна премія «Corona Carpatica-2006», за збірку «Елегії Заратустри» (Ужгород, 2006).
- Міжнародна літературна премія імені Богдана Лепкого, за переклад поезії Нікіти Стенеску (Львів, 31 березня 2009 року)
- Міжнародна літературна премія імені Остапа Грицая (Paris-Tswikau-Liwiw-Nahueveci, 10 червня 2010 року)
- Павла Романюка включено в Канадську Енциклопедію (5 томів), в румунських Енциклопедіях, підручниках, Антологіях тощо.